# Ebraismo riformato

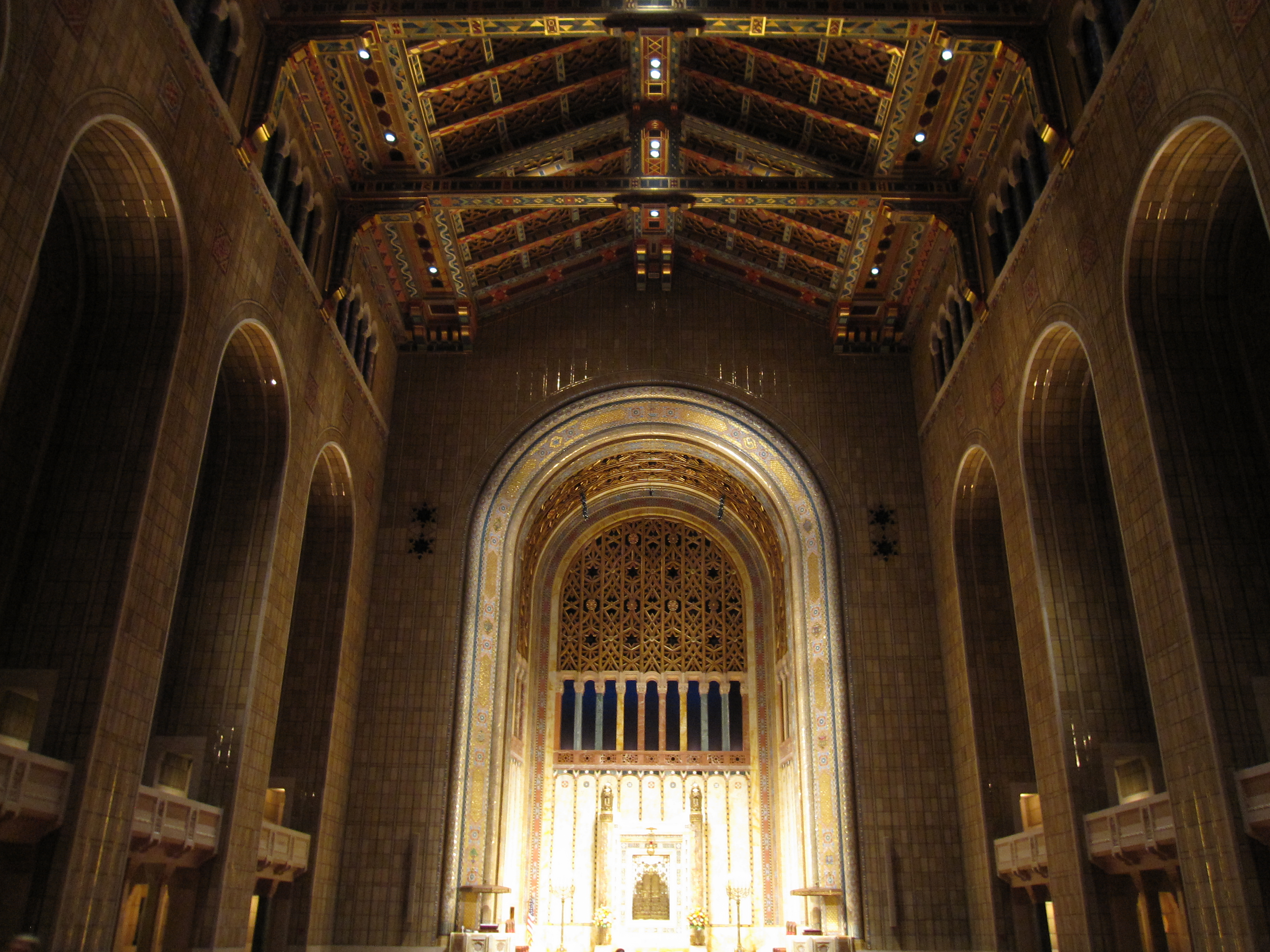
L'interno della sinagoga Emanu-El di New York, la più grande sinagoga riformata al mondo

L'ebraismo riformato, chiamato anche ebraismo liberale o ebraismo progressista, è una forma di ebraismo nata nel XIX secolo in Germania e diffusasi successivamente principalmente negli Stati Uniti d'America. Esso cerca di ridurre e relativizzare l'imponente complesso delle 613 Mitzvot della Torah e di adeguarlo alla modernità.

## Storia
L'ebraismo riformato ebbe origine nel XIX secolo in Germania e trae le sue origini nel movimento della Haskalah, il cui maggiore esponente in Germania fu Moses Mendelssohn. A partire dal XIX secolo, successivamente agli eventi seguenti la Rivoluzione francese, le comunità ebraiche dell'Europa occidentale cominciarono a integrarsi con il resto della società e ad adottare la lingua e i costumi della maggioranza, abbandonando in gran parte il nativo yiddish.
I protagonisti della riforma furono i rabbini tedeschi Samuel Holdheim e Abraham Geiger, i quali introdussero innovazioni radicali, atte ad avvicinare i costumi delle loro comunità a quelli della maggioranza protestante: tra queste vi fu l'abrogazione della separazione dei sessi nelle sinagoghe attraverso l'istituzione delle panche di famiglia, l'introduzione dell'organo e del coro nelle sinagoghe, l'abbandono della circoncisione, del casherut e della credenza della restaurazione del Regno di Israele; le sinagoghe furono chiamate "templi".
L'ebraismo riformato dette origine all'ebraismo conservatore, conosciuto anche come "ebraismo masoretico", all'ebraismo ricostruzionista e all'ebraismo laico umanista.
Dopo il 1935 il movimento riformato recuperò aspetti più tradizionali, come la circoncisione.
La Corte Suprema di Israele riconobbe nel XXI secolo la legittimità delle conversioni eseguite da rabbini riformati, come anche dai rabbini masoretici, nella definizione dello status di ebreo e del diritto di compiere aliyah.

## Teologia e principi

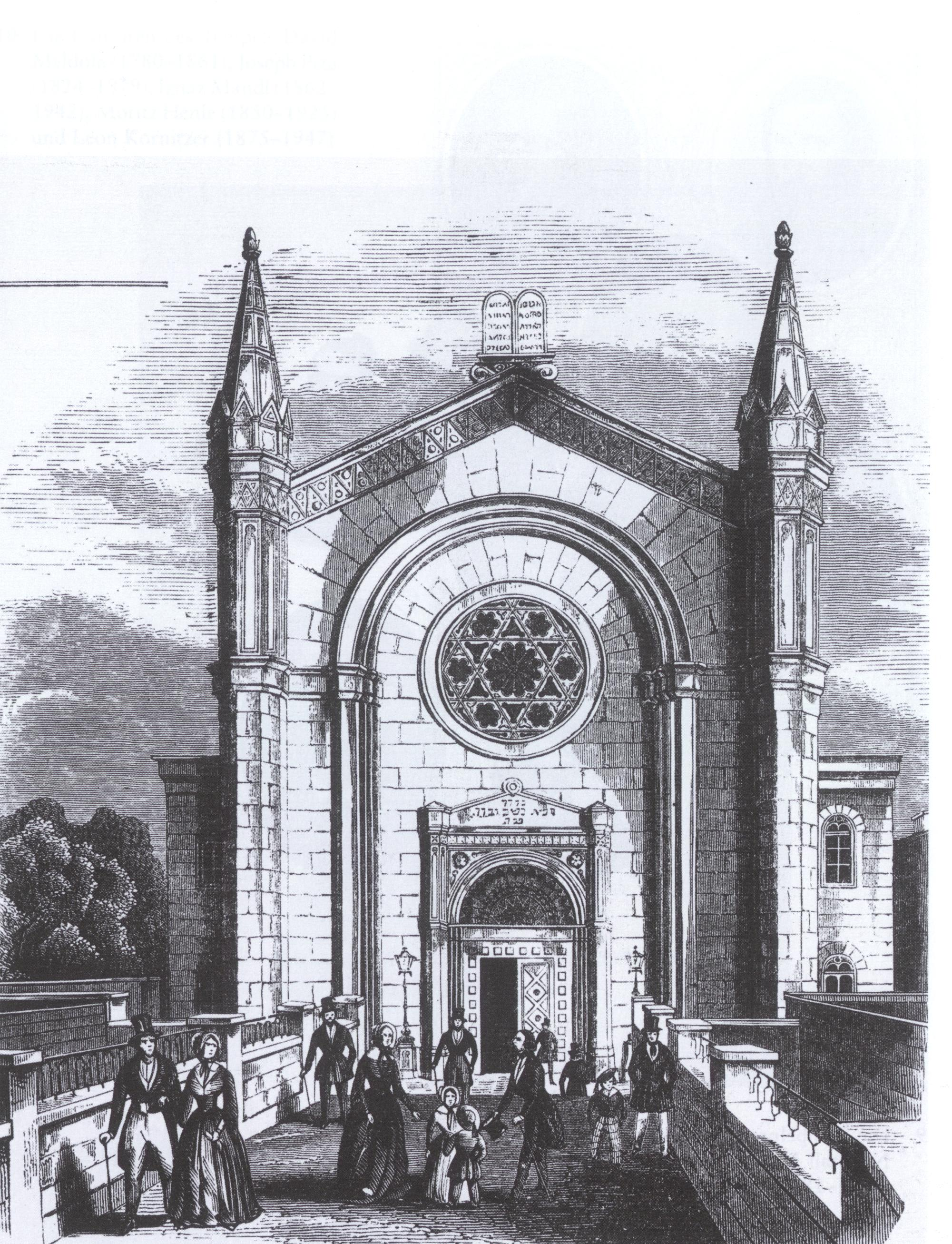
Israelitischer Tempel Poolstraße, Amburgo

L'Ebraismo Riformista fa riferimento al concetto di Tikkum Olam, vissuto come missione dell'ebraismo per assicurare pace, libertà e giustizia..
Gli ebrei riformati accettano la Torah come fondamento della vita ebraica che contiene la rivelazione continua di Dio per il popolo di Israele. La Torah viene vista come la prova del rapporto continuo del popolo ebraico con Dio. La Torah è vista come ispirata da Dio, un documento vivo che permette ai fedeli di affrontare le sfide nella vita quotidiana.
Esso non crede nell'arrivo di un messia che riunisca letteralmente gli ebrei nella Terra d'Israele e causi la risurrezione fisica dei morti. Gli ebrei riformati invece si concentrano su un'età futura, il 'Olam Ha-Ba, nel quale si realizzi un mondo perfezionato di giustizia e di misericordia.
Dal 1978 il movimento riformato ha avviato un approccio più inclusivo nei confronti delle famiglie interconfessionali e dell'omosessualità. Ha poi formato rabbini, cantori e presidenti donne, incoraggiato la parità dei sessi e ha riconosciuto lo status di ebreo per discendenza patrilineare.

## Organizzazione
L'ebraismo riformato negli Stati Uniti d'America è organizzato attorno alla World Union for Progressive Judaism, del quale fanno parte la Union for Reform Judaism, la Central Conference of American Rabbis e lo Hebrew Union College - Jewish Institute of Religion].
In Regno Unito l'ebraismo riformato è maggiormente conosciuto come "ebraismo liberale". Le sinagoghe liberali britanniche sono autonome e finanziate dai propri membri, i quali assumono anche il rabbino locale. Tutti i rabbini di queste congregazioni sono membri della "Assemblea dei Rabbini", che pubblica i libri di preghiera e mantiene un Bet Din che si trova presso il Centro di Sternberg a Londra. Le decisioni del Bet Din della riforma sono riconosciute valide in tutto il mondo da movimenti di riforma e liberale.
Dopo un tentativo fallito nel 1930 per avviare un movimento riformato israeliano, la World Union for Progressive Judaism ha provato di nuovo nel 1970 e ha creato il movimento oggi conosciuto come il IRAC.

## Diffusione e demografia
Secondo uno studio condotto dal Pew Research Center tra il 2014 e il 2015, negli Stati Uniti il 35% degli ebrei era riformato; a questi si aggiungevano un 18% di ebrei masoretici, oltre a ebrei ricostruzionisti ed ebrei laici umanisti.
Sempre secondo lo stesso studio del Pew Research Center, in Israele il 2% degli ebrei erano riformati, la maggior parte dei quali si identificavano come hiloni ("laici"), oltre a un 3% di ebrei masoretici. Il movimento riformato israeliano, raccolto nell'Israel Movement for Reform and Progressive Judaism, è organizzato in quaranta congregazioni e ha fondato due kibbutz nel Negev: Lotan e Yahel. La riformata Kinneret Shiryon è stata il primo rabbino donna in Israele e la sua è stata la prima congregazione ad essere riconosciuta dallo Stato, mentre la riformata Alona Lisitsa è stata il primo rabbino donna a entrare a far parte di un consiglio religioso israeliano. Gli ebrei riformati israeliani sono tra i protagonisti del movimento Women of the Wall, che si batte per il diritto delle donne a pregare sul Muro Occidentale.